# Epicleta
Epicleta là một chi bướm đêm thuộc họ Geometridae.

## Các loài
- Epicleta calidaria Prout, 1915